# مسیه ۵۹
مسیه ۵۹(به انگلیسی: Messier 59) (یا NGC 4621) یک کهکشان در صورت فلکی دوشیزه است.این کهکشان عضو ابرخوشه دوشیزه است.